# Theodor Berthold (Musiker)
Carl Friedrich Theodor Berthold (* 18. Dezember 1815 in Dresden; † 28. April 1882 ebenda) war ein deutscher Organist.

## Leben
Berthold erhielt seinen Musikunterricht in Dresden bei Ernst Julius Otto und Johann Gottlob Schneider junior. 1837 trat er als Musiklehrer in die Dienste des Generals Clemens Cerrini de Monte Varchi und ging 1840 nach Russland. Von 1843 an lehrte er am adligen Fräulein-Stift in Charkow in der Ukraine, 1849 wurde er an das Fräulein-Stift nach Sankt Petersburg versetzt. Ab 1854 wirkte er dort als Musikdirektor und Organist an der Sankt-Annen-Kirche. Berthold erteilte zudem Musikunterricht, schrieb Musikkritiken und wurde 1858 zum Professor für Kompositionslehre an der kaiserlichen Hofsängerkapelle ernannt. 1864 wurde Berthold als Nachfolger Johann Gottlob Schneiders zum Hoforganisten der Sophienkirche in Dresden berufen.